# Скінченнопороджена абелева група
У абстрактній алгебрі абелева група {\displaystyle (\mathbb {G} ,\;+)} називається скінченнопородженою, якщо існує скінченна множина {\displaystyle x_{1},\;\ldots ,\;x_{s}\in \mathbb {G} }, така що {\displaystyle \forall x\in \mathbb {G} } існує представлення:
{\displaystyle \ x=n_{1}x_{1}+n_{2}x_{2}+\ldots +n_{s}x_{s},}
де {\displaystyle n_{1},\;\ldots ,\;n_{s}} — цілі числа. В такому випадку кажуть, що {\displaystyle \ x_{1},\;\ldots ,\;x_{s}\ } породжує групу {\displaystyle \mathbb {G} } або що {\displaystyle x_{1},\;\ldots ,\;x_{s}} породжують {\displaystyle \mathbb {G} }.
Очевидно, кожна скінченна абелева група є скінченнопородженою. Скінченнопороджені абелеві групи мають порівняно просту структуру і можуть бути повністю класифіковані.

## Приклади
- Цілі числа {\displaystyle (\mathbb {Z} ,\;+)} є скінченнопородженою абелевою групою.
- Числа по модулю {\displaystyle (\mathbb {Z} _{n},\;+)} є скінченнопородженою абелевою групою.
- Будь-який прямий добуток скінченного числа скінченнопороджених абелевих груп також є скінченнопородженою абелевою групою.

Група {\displaystyle (\mathbb {Q} ,\;+)} раціональних чисел не є скінченнопородженою: якщо {\displaystyle x_{1},\;\ldots ,\;x_{s}\in \mathbb {Q} }, візьмемо натуральне число {\displaystyle w}, взаємно просте зі всіма їх знаменниками; тоді {\displaystyle 1/w} не може бути породжено {\displaystyle x_{1},\;\ldots ,\;x_{s}\in \mathbb {Q} }.

## Класифікація
Теорема про класифікацію скінченнопороджених абелевих груп стверджує, що будь-яка скінченнопороджена абелева група {\displaystyle \mathbb {G} } ізоморфна прямому добутку простих циклічних груп і нескінченних циклічних груп, де проста циклічна група - це така циклічна група, порядок якої є степенем простого числа. Тобто кожна така група ізоморфна групі вигляду
{\displaystyle \mathbb {Z} ^{m}\oplus \mathbb {Z} _{m_{1}}\oplus \ldots \oplus \mathbb {Z} _{m_{t}},}
де {\displaystyle m\geqslant 0}, і числа {\displaystyle m_{1},\;\ldots ,\;m_{t}} є степенями (не обов'язково різних) простих чисел. Значення {\displaystyle m,\;m_{1},\;\ldots ,\;m_{t}} однозначно визначені (з точністю до порядку) групою {\displaystyle \mathbb {G} }, зокрема {\displaystyle \mathbb {G} } скінченна тоді і тільки тоді, коли {\displaystyle m=0\;}.
На підставі того факту що {\displaystyle \mathbb {G} _{l}} буде ізоморфна добутку {\displaystyle \mathbb {G} _{j}} і {\displaystyle \mathbb {G} _{k}} тоді і тільки тоді, коли {\displaystyle j\;} і {\displaystyle k\;} взаємно прості і {\displaystyle l=jk\;}, ми також можемо представити будь-яку скінченнопороджену групу {\displaystyle \mathbb {G} } у вигляді прямого добутку:
{\displaystyle \mathbb {Z} ^{m}\oplus \mathbb {Z} _{k_{1}}\oplus \ldots \oplus \mathbb {Z} _{k_{r}},}
де {\displaystyle k_{1}\;} ділить {\displaystyle k_{2}\;}, що ділить {\displaystyle k_{3}\;} і так далі до {\displaystyle k_{u}\;}. І знову, числа {\displaystyle m\;} і {\displaystyle k_{1},\;\ldots ,\;k_{r}} однозначно задані групою {\displaystyle \mathbb {G} }.

### Доведення

#### Існування
Позначимо n = m + u і доводитимемо другий варіант твердження.
Нехай дана абелева група G із скінченним числом твірних. Група G є ізоморфною факторгрупі деякої вільної абелевої групи An по деякій її підгрупі V. З властивостей вільних абелевих груп випливає, що можна вибрати такий базис {\displaystyle x_{1},\ldots ,x_{n}} групи An, що базис вільної абелевої групи V матиме вигляд {\displaystyle m_{1}x_{1},\ldots ,m_{r}x_{r},} де {\displaystyle m_{i}} ділиться на {\displaystyle m_{i-1}} для всіх {\displaystyle i=2,\ldots ,r.} Завдяки такому вибору базисів елемент 
{\displaystyle x=a_{1}x_{1}+a_{2}x_{2}+\ldots +a_{n}x_{n}}
з групи An тоді і тільки тоді міститиметься в підгрупі V якщо коефіцієнти {\displaystyle a_{i}} діляться на {\displaystyle m_{i},~i=1,\ldots ,r,} а коефіцієнти {\displaystyle a_{i},~i=r+1,\ldots ,n,} рівні нулю. Дійсно, якщо коефіцієнти {\displaystyle a_{i}} задовольняють цим умовам, то елемент x може бути записаний базис {\displaystyle m_{1}x_{1},\ldots ,m_{r}x_{r},}. Навпаки, якщо 
{\displaystyle x=b_{1}m_{1}x_{1}+b_{2}m_{2}x_{2}+\ldots +b_{n}m_{n}x_{n}}
то, очевидно, всі зазначені умови виконуються.
У факторгрупі An/V елемент xi + V має при {\displaystyle i\leqslant r} порядок mi, а при i > r нескінченний порядок. Циклічні підгрупи всіх цих елементів дають в сумі всю факторгрупу, причому, складають пряму суму — всякий елемент з An/V однозначно записується у вигляді суми елементів з циклічних підгруп xi + V. Звичайно, якщо декілька перших з чисел m1, m2, ... рівні 1, то відповідні прямі доданки x1 + V, x2 + V{ и2 + V), ... повинні бути виключені. Зважаючи на ізоморфізм групи G з факторгрупою чинника An/V теорема доведена не тільки для An/V, але і для G. 

#### Єдиність
Щоб довести єдиність такого, припустимо, що ми маємо другий такий розклад. Доведемо спершу, що n = n' Припустимо, що n > n' і p — просте число, що ділить m1. Використання початковий розклад, існує очевидний епіморфізм з G у n-вимірний векторний простір над {\displaystyle \mathbb {F} _{p}}; цей простір повинен породжуватися образами x'i — базисних елементів з другого розкладу. Але це неможливо, тому що множина яку вони породжують містить щонайбільше pn' < pn елементів. 
Для натурального числа m > 0 розглянемо групу mG, що складається з усіх mx де {\displaystyle x\in g}. Розклад для цієї групи одержиться з розкладу для G заміною xi на mxi і mxi на {\displaystyle {\frac {m_{i}}{GCD(m,m_{i})}}}, де GCD(m, m_i) — найбільший спільний дільник. Якщо mi ділить m, то даний коефіцієнт рівний одиниці і відповідний елемент mxi повинен бути видалений. Отже mi однозначно визначаються властивістю, що mi є найменше натуральне число для якого канонічне представлення mG використань щонайбільше n - i твірних.